# Arnulf de Montgomery
Arnulf de Montgomery (* um 1068; † 1118/22) war ein anglo-normannischer Ritter, der eine Rolle in der Geschichte von England, Wales und Irland spielte. Er ist ein Angehöriger des Hauses Montgommery, Stammvater aller schottischen Montgomeries und ein Vorfahr von Feldmarschall Sir Bernard Montgomery.

## Leben
Arnulf de Montgomery war der jüngste Sohn von Roger de Montgomerie, 1. Earl of Shrewsbury und der Mabile de Bellême. Er hatte mindestens zehn andere Geschwister, darunter Hugh of Montgomery, 2. Earl of Shrewsbury, Robert of Bellême, 3. Earl of Shrewsbury, und Roger Poitevin, Graf von La Marche.
Um 1090 erbaute er mit seinem älteren Bruder Robert Pembroke Castle in Süd-Wales, eine der beeindruckendsten normannischen Burgen in England. 1093 belohnte König Wilhelm II. von England die Bemühungen Arnulf von Montgomerys mit der Herrschaft in Pembroke; einige Historiker sehen diesen Akt als die Belehnung als Earl of Pembroke, obwohl eine erstmalige Belehnung mit dem Earldom of Pembroke erst 1138 durch König Stephan von England an Gilbert de Clare (1100–1147/48) erfolgt ist. Die Herrschaft war zudem kleiner als das spätere Pembrokeshire.
Arnulfs Besitz wuchs beträchtlich, als Rufus ihm 1096 die Herrschaft von Holdermess (Yorkshire) übergab, die auch Landbesitz in Lincolnshire einschloss.
Es ist wahrscheinlich, dass Arnulf das Erbe seines Bruders Hugh of Montgomery, 2. Earl of Shrewsbury, nach dessen Tod im Jahre 1098 antreten wollte. Er wurde jedoch von seinem ältesten Bruder Robert ausmanövriert, der 3. Earl of Shrewsbury wurde.
Arnulf und seine Brüder Robert und Roger Poictevin beteiligten sich 1101 an der Rebellion der Barone, mit der König Heinrich I. zugunsten von Robert Courteouses abgesetzt werden sollte. Arnulfs Schwiegervater, der irische König Muircheartach Ua Briain, hatte die Mittel für Arnulfs Aufstand bereitgestellt. Der Aufstand scheiterte und endete mit dem Vertrag von Alton.  König Heinrich I. erließ ein Handelsembargo gegen Irland. Der normannische Chronist Orderic Vitalis schreibt in seinen Chroniken, dass sich Arnulf nach der gescheiterten Rebellion unter den Schutz seines Schwiegervaters Muirchertach Ua Briain begab, jedoch erwähnen die irischen Annalen dies nicht.
In späteren Jahren gehörte er zum Gefolge des Grafen Fulko V. von Anjou, des späteren Königs von Jerusalem.

## Familie und Nachkommen
Arnulf heiratete um 1100/1101 Lafrocoth, die Tochter des irischen Königs Muircheartach Ua Briain und hatte möglicherweise folgende Kinder:
- Alice de Montgomery ⚭ Maurice FitzGerald, Lord of Maynooth and Naas (* 1100; † 1. September 1176)
- Robert de Montgomery († um 1179) ⚭ Marjory FitzAlan, Tochter von Walter FitzAlan, High Steward of Scotland
- Philipp de Montgomery (* 1102; † 1177) ⚭ um 1118 Margaret Dunbar (* um 1100), Tochter von Gospatric, 2. Earl of Dunbar und der Sibyl Morel.
- Maria Marrio Fitz Gerald de Carew (de Montgomery), ⚭ William FitzGerald, Baron of Windsor and Pembroke (1100–1173)